# Goodyears Bar (Kalifornija)
Goodyears Bar je naseljeno područje za statističke svrhe u američkoj saveznoj državi Kalifornija. Prema popisu stanovništva iz 2010. u njemu je živjelo 68 stanovnika.